# Ciência Hoje
Ciência Hoje é uma revista mensal de divulgação científica criada em 1982 pela Sociedade Brasileira para o Progresso da Ciência (SBPC). Sua primeira edição foi lançada no dia 7 de julho de 1982, durante a 34a Reunião Anual da SBPC, realizada em Campinas.
Os primeiros editores da revista foram os biólogos Darcy Fountoura e Roberto Lent e os físicos Alberto Passos Guimarães e Ennio Candotti.
A revista aborda diversas áreas da ciência - como a biologia, a matemática, a física, a química, a filosofia e a sociologia - e é escrita por jornalistas e pesquisadores.
A revista integra desde 2003 o Instituto Ciência Hoje (ICH), organização social de interesse público responsável hoje pela publicação das revistas Ciência Hoje e Ciência Hoje das Crianças, da coleção de livros paradidáticos Ciência Hoje na Escola e de livros de divulgação científica sobre assuntos variados.